# Miłachówek
Miłachówek – wieś w Polsce położona w województwie kujawsko-pomorskim, w powiecie radziejowskim, w gminie Topólka.

## Położenie
Miejscowość leży nad jeziorem Głuszyńskim.

## Podział administracyjny
| SIMC    | Nazwa               | Rodzaj    |
| ------- | ------------------- | --------- |
| 1029655 | Kolonia Miłachowska | część wsi |
| 1029690 | Zygmuntowo          | część wsi |

W latach 1975–1998 miejscowość administracyjnie należała do województwa włocławskiego. Wieś sołecka – zobacz jednostki pomocnicze gminy Topólka w BIP.

## Demografia
Według Narodowego Spisu Powszechnego (III 2011 r.) liczyła 122 mieszkańców. Jest 21. co do wielkości miejscowością gminy Topólka.